# Santa Maria del Popolo (Róma)
A Santa Maria del Popolo Róma belvárosának egyik történelmi terén, a Piazza del Popolón álló templom. Hivatalos minősítése: basilica minor.

## Története
Helyén a 12. század elején először Mária-kápolnát építettek a hely megszentelésére. A legenda szerint ugyanis hozzá közel állt a Domitius család sírja, ahol a keresztényüldöző, öngyilkos Nero római császárt (54–68) is eltemették. Ezért a nép átkozottnak tartotta a helyet, amelynek környékén gonosz szellemek rémítik az embereket. Amikor II. Paszkál pápa (1099–1118) idején megtalálták Nero sírját, a császár hamvait a Tiberisbe szórták.
Az átok megszüntetésére kápolnát emeltek Szűz Máriának. Ezt idővel az Ágoston-rendre bízták, és ők kolostort is építettek mellé. Ebben a kolostorban lakott Rómában az Erfurtból jött Luther Márton ágoston-rendi szerzetes is.
A mai templomot 1477-ben építették a régi helyén.

## Az épület
A mai, reneszánsz templom háromhajós, latin kereszt alaprajzú. 

## Berendezése
A főkapu fölötti háromszög Madonna-domborműve Andrea Bregno (1418–1503) műve.
A főhajó és a kereszthajó találkozása fölé nyolcszögletes, dobszerű kupola nehezedik; ez volt a legelső „nagy kupola” Rómában. A kupolát 1656–1658 között Raffaele Vanni (1596-1666) festette ki; rajta Mária dicsőségét és előképeit:
- Rútot,
- Juditot,
- Esztert és
- Deborát

örökítette meg.
A főoltár ikonszerű Mária-kegyképe, a „Madonna del Popolo” ismeretlen, 12. századi művész munkája. Mária fekete, aranyszegélyes ruhában szegezi tekintetét görög módon áldást adó gyermekére. A képet IX. Gergely pápa 1235-ben hozatta a templomba, jelenleg barokk keretben áll.
A főoltár mögötti, kagyló alakú apszist II. Gyula pápa építtette, és ezt tartják Donato Bramante (1444–1514) legeredetibb építészeti mesterművének. Bramante sugalmazta azt a két bíborosi síremléket is, amelyeket Andrea Sansovino (1460-1529) irányadó alkotásainak tartanak a művészettörténészek. Sansovino itt teremtette meg a síremlékeknek azt az etruszk sírokra emlékeztető, diadalkapuszerű típusát, amely a márványkoporsón fekvő alakot nem halottnak, hanem pihenő élő személynek mutatja.
A koporsó fölötti félhold domborműve Madonnát ábrázolja a gyermek Jézussal. Az oldalfülkéket az erények szobrai díszítik.
A síremlékek fölötti, Szűz Mária életét és Jézus gyermekségét elbeszélő színes ablakokat 1508–1510ben Guillaume de Marcillat (1450–1529), a chartres-i katedrális festője készítette.
A nyolcszögletes mennyezetfreskó Pinturicchio (Bernardino di Bello, 1454–1513) munkája. Szűz Mária égi megkoronázását ábrázolja a 4-4 evangélista, szibilla és egyházatya képeinek keretében.
A mellékhajókból ernyőmódra kápolnák nyílnak.
- A leghíresebb közülük a főoltártól balra nyíló első, Caravaggio (1560?–1609):
  - Szent Péter keresztre feszítése és
  - Szent Pál megtérése

című képeivel, amelyeket a kápolnát alapító Tiberio Cerasi prelátus rendelt 1600-ban. A fény-árnyék ellentétét hangsúlyozó, erőteljes színű ábrázolások Caravaggio művészetének jellegzetes példái.
- A baloldali mellékapszisban az eredetileg Raffaello által épített Chigi-kápolnát 1656-ban alakította át Alessandro Chigi és fivére számára Giovanni Lorenzo Bernini; a teljes berendezés az ő munkája.

A két szoborcsoport főalakjai:
- Dániel és az oroszlán,

- illetve  Dávid és Habakuk.[2]

A vörös márvány burkolatú kápolna mennyezetét a szabadkőműves jelképnek (is) felfogható csillagok között az 1600-as években ismert hét bolygó díszíti. Alattuk húzódik az állatöv 12 jele, amelyeket ugyancsak könnyen tekinthetünk pogány szimbólumoknak. A zodiákus alatt következnek a Föld négy évszakának allegóriái. A kápolna két oldalán egy-egy három méter magas piramis áll, egymás felé néző oldalukon egy-egy ellipszis alakú arany medalionnal. Közöttük a padlón egy csontváz képe rajzolódik ki. Az aprólékos márványmozaikként kirakott „kaszás halál” kezében tartott táblán ismétlődik a piramis és a csillag motívuma.